# Nanahuatzin

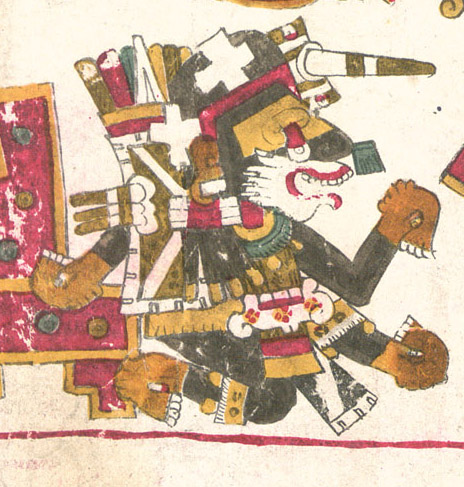
Une représentation de Nanahuatzin, un des dieux décrits dans le Codex Borgia.

Nanahuatzin, (aussi appelé Nanahuatl) est dans la mythologie aztèque le dieu de l'humilité devenu le soleil. Après sa transformation il se nomme alors Ollintonatiuh (soleil de mouvement). Selon le Codex Borgia, il est représenté comme un homme qui émerge des flammes.

## Étymologie
Le nom de la divinité Nanahuatzin vient du nahuatl et est formé à partir des éléments nanahuatl « bubon, tumeur, pustule », et -tzin suffixe honorifique dénotant le respect et l’allégeance.

## Mythe
Choisi au même titre que Tecciztecatl comme candidat pour devenir le cinquième soleil, il se jette dans les flammes sacrificielles et se change en soleil le premier.
Selon la légende, les deux candidats se purifièrent et firent des offrandes durant quatre jours. Tout ce qu'offrait Tecciztecatl était précieux. Il présentait des plumes de quetzal, des bobines de fils d'or et des branches de corail alors que Nanahuatzin offrait des boules de foin, des roseaux ainsi que des épines de maguey maculées de son propre sang. La nuit du dernier jour, Tecciztecatl originellement choisi pour sauter le premier dans les flammes prit peur et c'est ainsi Nanahuatzin qui sauta le premier. Tecciztecatl admirant le courage de son compagnon sauta également, mais fut puni pour sa couardise par les dieux qui lui jetèrent un lièvre au visage afin de diminuer son intensité et empêcher les deux soleils d'être égaux, le changeant ainsi en la lune.